# Brancuccia
Brancuccia là một chi bọ cánh cứng trong họ 
Elateridae.
Chi này được Schimmel & Platia miêu tả khoa học năm 1991.

## Các loài
Các loài trong chi này gồm:
- Brancuccia atramentaria Schimmel & Platia, 1991
- Brancuccia bengalensis Schimmel, 2006
- Brancuccia cava Schimmel & Platia, 1991
- Brancuccia flava Schimmel & Platia, 1991
- Brancuccia horaki Schimmel, 1996
- Brancuccia janvisai Schimmel, 1993
- Brancuccia kubani Schimmel, 2006
- Brancuccia mirifica Schimmel & Platia, 1991